# Världsmästerskapen i skidskytte 2008

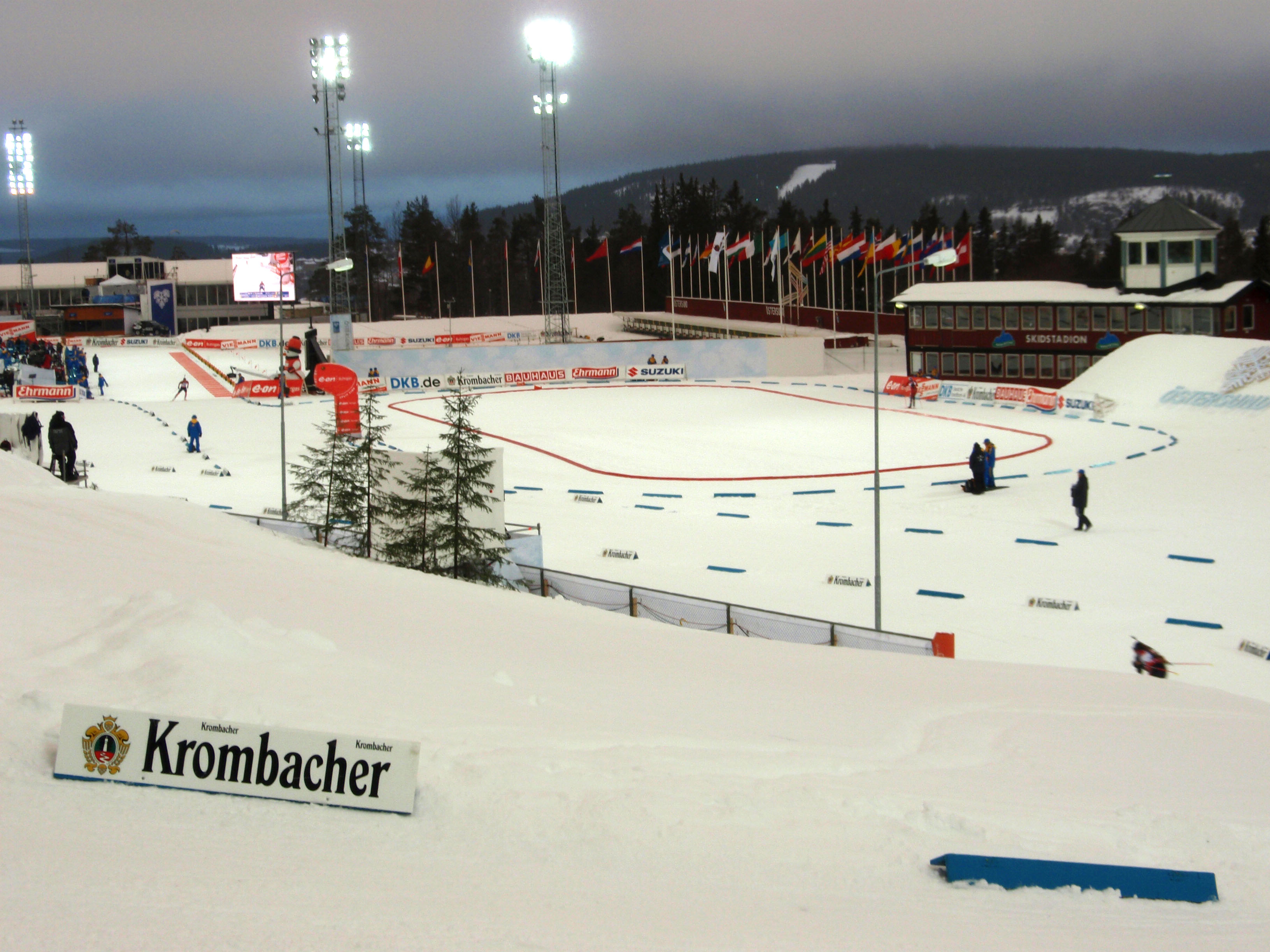
Östersunds skidstadion

Världsmästerskapen i skidskytte 2008 var det 43:e världsmästerskapet i skidskytte, och de avgjordes på Östersunds skidstadion i Östersund i Sverige mellan den 8 och den 17 februari 2008. Östersund vann omröstningen över staden Pyeongchang i Sydkorea och det var andra gången som orten arrangerade världsmästerskapen i skidskytte, den första gången var 1970.
Damernas distanslopp var tänkt att hållas den 13 februari 2008 med start klockan 17.15 men sköts på grund av den hårda vinden fram till den 14 februari 2008 med start klockan 14.15.
Mästerskapets maskot kallas Storsjöodjuret Birger, efter Storsjön på Östersunds västra sida.

### Mixedstafett 2 x 6 km + 2 x 7,5 km

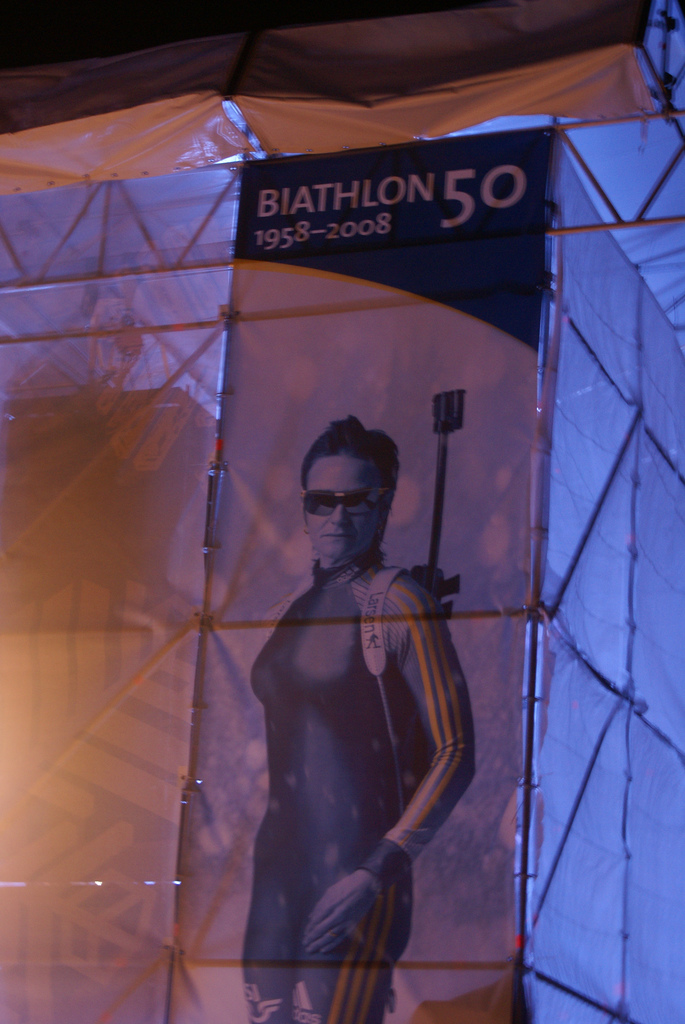
Anna-Carin Olofsson var ett av världsmästerskapets affischnamn och syns här liknande Trinity från filmen Matrix.

### Herrar Stafett 4 x 7,5 km

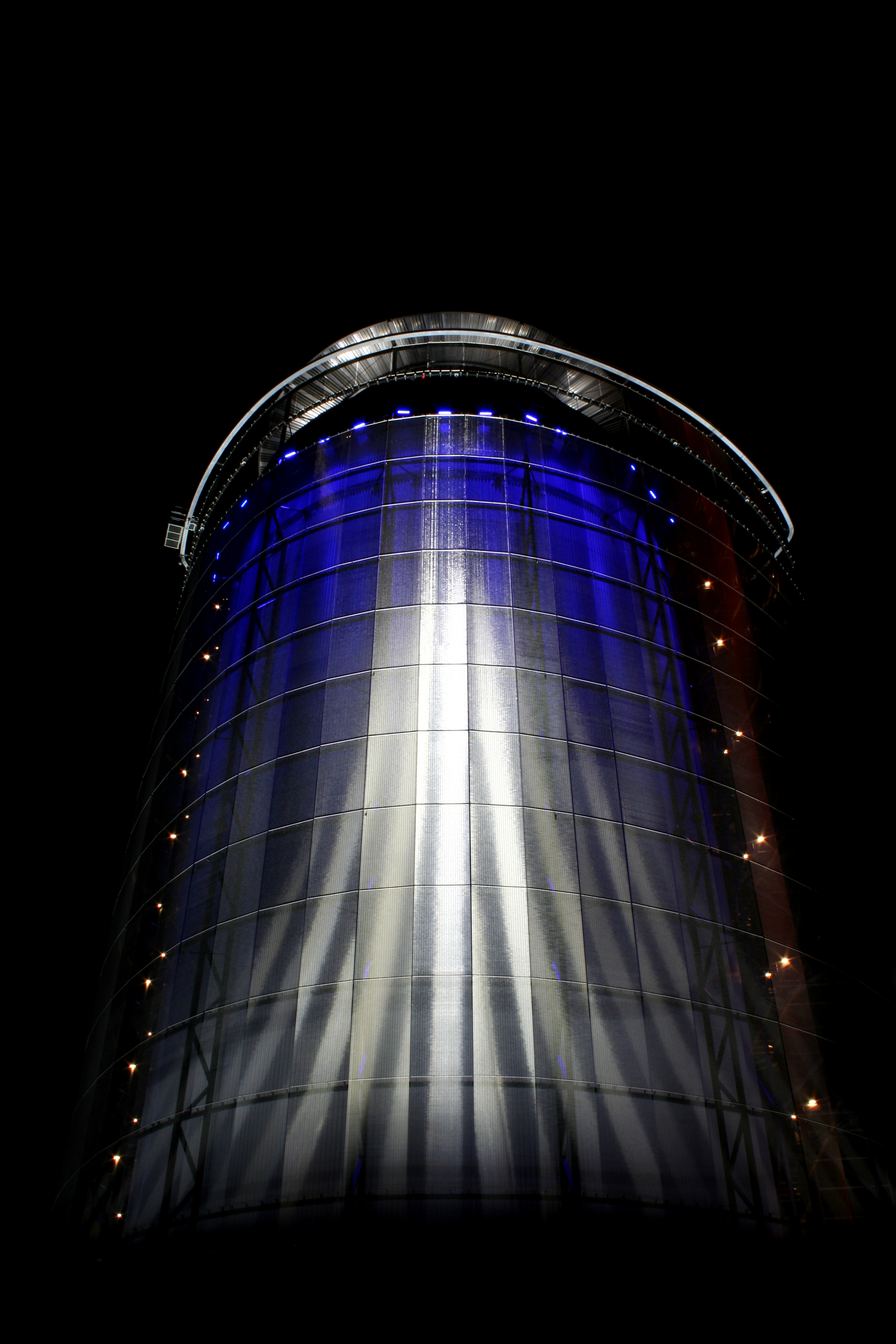
Arctura på Östersunds skidstadion

## Program
| Dag               | Datum                   | Tid          | Gren                  |
| ----------------- | ----------------------- | ------------ | --------------------- |
| Fredag            | 8 februari              | 19.00        | Öppningsceremoni      |
| Lördag            | 9 februari              | 11.00        | Sprint (damer)        |
| Lördag            | 9 februari              | 14.15        | Sprint (herrar)       |
| Söndag            | 10 februari             | 12.00        | Jaktstart (damer)     |
| Söndag            | 10 februari             | 14.15        | Jaktstart (herrar)    |
| Måndag            | 11 februari             |              | Träning               |
| Tisdag            | 12 februari             | 14.15        | Mixedstafett          |
| Onsdag Uppskjutet | 13 februari på grund av | 17.15 dåligt | Distans (damer) väder |
| Torsdag           | 14 februari             | 14.15        | Distans (damer)       |
| Torsdag           | 14 februari             | 17.15        | Distans (herrar)      |
| Fredag            | 15 februari             |              | Träning               |
| Lördag            | 16 februari             | 12.00        | Stafett (herrar)      |
| Lördag            | 16 februari             | 15.00        | Masstart (damer)      |
| Söndag            | 17 februari             | 12.00        | Masstart (herrar)     |
| Söndag            | 17 februari             | 14.30        | Stafett (damer)       |

## Resultat

### Damer 7,5 kilometer sprint[1]
| Plac. | Namn               | Nation    | Tid     | Bommar |
| ----- | ------------------ | --------- | ------- | ------ |
|       | Andrea Henkel      | Tyskland  | 19.43,1 | 0-0    |
|       | Albina Achatova    | Ryssland  | +12,7   | 0-0    |
|       | Oksana Chvostenko  | Ukraina   | +23,2   | 0-0    |
| 4     | Tora Berger        | Norge     | +30,1   | 1-0    |
| 5     | Sandrine Bailly    | Frankrike | +31,7   | 0-1    |
| 6     | Svetlana Sleptsova | Ryssland  | +35,6   | 0-1    |

### Herrar 10 kilometer sprint[2]
| Plac. | Namn                 | Nation   | Tid     | Bommar |
| ----- | -------------------- | -------- | ------- | ------ |
|       | Maksim Tjudov        | Ryssland | 22.25,4 | 0-0    |
|       | Halvard Hanevold     | Norge    | +19,8   | 0-0    |
|       | Ole Einar Bjørndalen | Norge    | +30,0   | 0-2    |
| 4     | Ivan Tjeresov        | Ryssland | +35,8   | 0-1    |
| 5     | Michael Rösch        | Tyskland | +43,5   | 0-1    |
| 6     | Michal Šlesingr      | Tjeckien | +55,7   | 0-0    |

### Damer 10 kilometer jaktstart[3]
| Plac. | Namn               | Nation    | Tid     | Bommar  |
| ----- | ------------------ | --------- | ------- | ------- |
|       | Andrea Henkel      | Tyskland  | 28.56,0 | 0-0-0-0 |
|       | Jekaterina Jurjeva | Ryssland  | +20,5   | 0-0-0-0 |
|       | Albina Achatova    | Ryssland  | +38,5   | 0-0-0-0 |
| 4     | Tora Berger        | Norge     | +55,7   | 0-0-1-0 |
| 5     | Sandrine Bailly    | Frankrike | +55,9   | 1-1-0-0 |
| 6     | Magdalena Neuner   | Tyskland  | +1.44,1 | 1-1-0-2 |

### Herrar 12,5 kilometer jaktstart[4]
| Plac. | Namn                 | Nation    | Tid      | Bommar  |
| ----- | -------------------- | --------- | -------- | ------- |
|       | Ole Einar Bjørndalen | Norge     | 31.04,51 | 0-1-1-0 |
|       | Maksim Tjudov        | Ryssland  | +10,1    | 2-0-2-0 |
|       | Alexander Wolf       | Tyskland  | +42,8    | 0-0-1-0 |
| 4     | Dmitrij Jarosjenko   | Ryssland  | +50,0    | 1-1-0-0 |
| 5     | Michal Šlesingr      | Tjeckien  | +52,5    | 0-0-0-0 |
| 6     | Simon Fourcade       | Frankrike | +52,6    | 0-0-1-0 |

### Mixedstafett 2 x 6 km + 2 x 7,5 km[5]
| Plac. | Nation      | Lagmedlemmar                                                            | Tid        | Straffrundor + extraskott               |
| ----- | ----------- | ----------------------------------------------------------------------- | ---------- | --------------------------------------- |
|       | Tyskland    | Sabrina Buchholz Magdalena Neuner Andreas Birnbacher Michael Greis      | 1:12.20,54 | 0+0 - 0+0 0+0 - 0+2 0+1 - 0+2 0+0 - 0+1 |
|       | Vitryssland | Ljudmila Kalintjik Darja Domratjeva Rustam Valiullin Sjarhej Novikaŭ    | +52,6      | 0+0 - 0+1 0+0 - 0+0 0+0 - 0+2           |
|       | Ryssland    | Svetlana Sleptsova Oksana Neupokojeva Nikolaj Kruglov Dmitri Jarosjenko | +1.02,9    | 0+0 - 0+0 0+0 - 0+2 1+3 - 0+2 0+0 - 0+2 |
| 4     | Sverige     | Helena Jonsson Anna Carin Olofsson Björn Ferry Carl Johan Bergman       | +1.06,8    | 0+0 - 0+1 0+2 - 0+2 0+1 - 0+0 0+2 - 0+1 |
| 5     | Italien     | Michela Ponza Roberta Fiandino Rene Vuillermoz Christian de Lorenzi     | +1.24,9    | 0+0 - 0+1 0+1 - 0+0 0+1 - 0+1 0+2 - 0+1 |
| 6     | Polen       | Krystyna Palka Magdalena Gwizdon Krzysztof Plywaczyk Tomasz Sikora      | +1.44,5    | 0+1 - 0+2 0+1 - 1+3 0+0 - 0+0 0+1 - 0+1 |

### Damer 15 kilometer distans[6]
| Plac. | Namn               | Nation    | Tid     | Bommar  |
| ----- | ------------------ | --------- | ------- | ------- |
|       | Jekaterina Jurjeva | Ryssland  | 44.23,8 | 0-0-0-0 |
|       | Martina Glagow     | Tyskland  | +1.13,3 | 1-0-0-0 |
|       | Oksana Chvostenko  | Ukraina   | +2.24,4 | 0-0-1-0 |
| 4     | Tora Berger        | Norge     | +2.28,5 | 1-1-0-0 |
| 5     | Tatjana Moisejeva  | Ryssland  | +2.40,5 | 0-1-0-0 |
| 6     | Teja Gregorin      | Slovenien | +3.03,0 | 1-0-0-0 |

### Herrar 20 kilometer distans[7]
| Plac. | Namn                 | Nation    | Tid     | Bommar  |
| ----- | -------------------- | --------- | ------- | ------- |
|       | Emil Hegle Svendsen  | Norge     | 51.51,9 | 0-1-0-0 |
|       | Ole Einar Bjørndalen | Norge     | +31,4   | 1-1-0-0 |
|       | Maksim Maksimov      | Ryssland  | +34,8   | 0-0-0-0 |
| 4     | Simon Fourcade       | Frankrike | +1.05,4 | 0-0-0-1 |
| 5     | Maksim Tjudov        | Ryssland  | +1.22,0 | 3-0-0-0 |
| 6     | Christian de Lorenzi | Italien   | +1.34,7 | 0-1-0-0 |

### Herrar Stafett 4 x 7,5 km[8]
| Plac. | Nation    | Lagmedlemmar                                                             | Tid       | Straffrundor + extraskott               |
| ----- | --------- | ------------------------------------------------------------------------ | --------- | --------------------------------------- |
|       | Ryssland  | Ivan Tjeresov Nikolaj Kruglov Dmitrij Jarosjenko Maksim Tjudov           | 1:21.00,7 | 0+0 - 0+1 0+0 - 0+2 0+0 - 0+1           |
|       | Norge     | Emil Hegle Svendsen Rune Bratsveen Halvard Hanevold Ole Einar Bjørndalen | +49,2     | 0+0 – 0+1 0+0 – 0+3 0+1 – 0+2 0+0 – 0+0 |
|       | Tyskland  | Michael Rösch Alexander Wolf Andreas Birnbacher Michael Greis            | +1.42,5   | 0+0 – 1+3 0+0 – 0+1 0+2 – 1+3 0+3 – 0+2 |
| 4     | Österrike | Simon Eder Friedrich Pinter Daniel Mesotitsch Christoph Sumann           | +1.42,9   | 0+0 - 0+1 0+2 - 0+0 0+2 - 0+2 0+1 - 0+2 |
| 5     | Frankrike | Julien Robert Vincent Defrasne Ferreol Cannard Simon Fourcade            | +2.41,3   | 0+1 - 0+2 0+0 - 0+0 0+3 - 0-0 0+0 - 0+2 |
| 6     | Sverige   | David Ekholm Björn Ferry Mattias Nilsson Carl Johan Bergman              | +3.11,0   | 0+0 - 0+1 0+1 - 0+3 0+0 - 3+3 0+2 - 0+0 |

### Damer 12,5 km masstart[9]
| Plac. | Namn               | Nation   | Tid     | Bommar  |
| ----- | ------------------ | -------- | ------- | ------- |
|       | Magdalena Neuner   | Tyskland | 39.36,5 | 0-0-2-2 |
|       | Tora Berger        | Norge    | +3,0    | 1-0-0-0 |
|       | Jekaterina Jurjeva | Ryssland | +29,5   | 1-0-1-0 |
| 4     | Vita Semerenko     | Ukraina  | +33,6   | 0-1-0-0 |
| 5     | Helena Jonsson     | Sverige  | +51,0   | 1-0-1-0 |
| 6     | Martina Glagow     | Tyskland | +57,0   | 3-0-0-0 |

### Herrar 15 km masstart[10]
| Plac. | Namn                 | Nation   | Tid     | Bommar  |
| ----- | -------------------- | -------- | ------- | ------- |
|       | Emil Hegle Svendsen  | Norge    | 36.12,6 | 1-0-0-0 |
|       | Ole Einar Bjørndalen | Norge    | +0,4    | 0-0-1-0 |
|       | Maksim Tjudov        | Ryssland | +24,9   | 0-1-2-0 |
| 4     | Maksim Maksimov      | Ryssland | +40,5   | 0-0-0-0 |
| 5     | Halvard Hanevold     | Norge    | +1.04,2 | 0-0-0-1 |
| 6     | Dmitrij Jarosjenko   | Ryssland | +1.22,7 | 0-0-1-3 |

### Damer Stafett 4 x 6 km[11]
| Plac. | Nation      | Lagmedlemmar                                                            | Tid       | Straffrundor+ Extraskott                |
| ----- | ----------- | ----------------------------------------------------------------------- | --------- | --------------------------------------- |
|       | Tyskland    | Martina Glagow Andrea Henkel Magdalena Neuner Kati Wilhelm              | 1:10.12,6 | 0+0 - 0+0 0+2 - 1+3 0+2 - 0+2           |
|       | Ukraina     | Oksana Jakovleva Vita Semerenko Valj Semerenko Oksana Chvostenko        | +30,9     | 0+0 - 0+0 0+0 - 0+2 0+0 - 0+0           |
|       | Frankrike   | Delphine Peretto Marie Laure Brunet Sylvie Becaert Sandrine Bailly      | +1.35,7   | 0+1 - 0+1 0+0 - 1+3 0+1 - 1+3 0+2 - 0+2 |
| 4     | Ryssland    | Svetlana Sleptsova Albina Achatova Tatjana Moisejeva Jekaterina Jurjeva | +1.39,4   | 0+0 - 0+1 0+3 - 0+1 0+1 - 0+0 0+1 - 0+1 |
| 5     | Vitryssland | Ljudmila Kalintjik Darja Domratjeva Olga Nazarova Olga Kudrasjova       | +1.46,4   | 0+2 - 0+0 0+1 - 0+0 0+0 - 0+2 0+0 - 0+1 |
| 6     | Norge       | Solveig Rogstad Anne Ingstadbjørg Ann Kristin Flatland Tora Berger      | +2.05,7   | 0+0 - 0+3 0+1 - 0+0 0+0 - 1+3 0+0 - 0+1 |

## Medaljfördelning

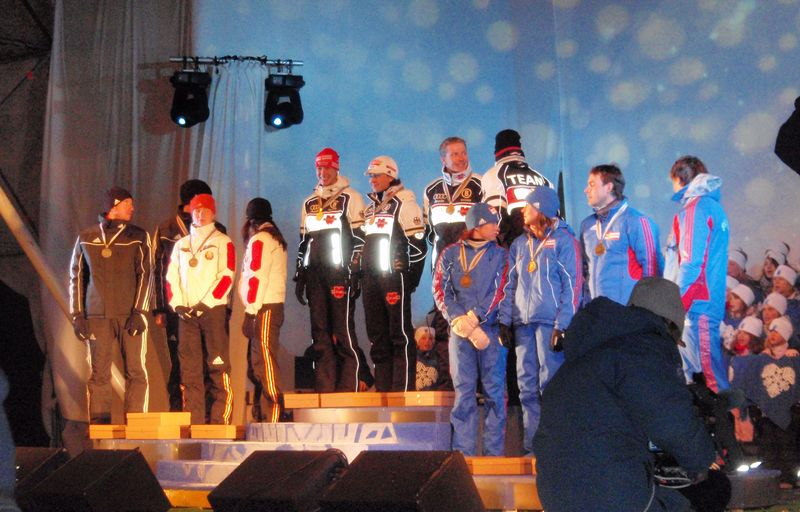
Medaljceremoni efter den mixade stafetten

| Pl. | Land        | Guld | Silver | Brons | Totalt |
| 1   | Tyskland    | 5    | 1      | 2     | 8      |
| 2   | Norge       | 3    | 5      | 1     | 9      |
| 3   | Ryssland    | 3    | 3      | 5     | 11     |
| 4   | Ukraina     | 0    | 1      | 2     | 3      |
| 5   | Vitryssland | 0    | 1      | 0     | 1      |
| 6   | Frankrike   | 0    | 0      | 1     | 1      |